# Astronium balansae
Espèce
Classification phylogénétique
Astronium balansae  (syn. Astronium fraxinifolium, Astronium graveolens), appelé aussi Urunday, ou diomate (nom vieilli, en usage jusqu'au XIXe siècle), ou  Gateado (espagnol) ou Gonçalo Alves (portugais) est un arbre de la famille des Anacardiaceae, originaire de la zone tropicale sud-américaine.

## Habitat
Il est natif des forêts d'Argentine, du Brésil et du Paraguay. Il est cité dans Flora Brasiliensis par Carl Friedrich Philipp von Martius.

## Écologie
L'urunday se rencontre dans le Chaco humide d'Argentine et du Paraguay, ainsi que dans ses extensions vers l'est (départements paraguayens de Ñeembucu et de Misiones - provinces argentines de Corrientes et de Misiones). Il habite des îlots de forêt intercalés dans la prairie humide, souvent associé avec le quebracho colorado (Schinopsis balansae).
Son bois est de fort bonne qualité. Il est notamment utilisé pour la fabrication du bâton du
Président de la République Argentine.